# Anna Johnson Pell Wheeler
Pour les articles homonymes, voir Wheeler et Pell.
Anna Johnson Pell Wheeler, née le 5 mai 1883 à Hawarden en Iowa et morte le 26 mars 1966 à Bryn Mawr en Pennsylvanie, est une mathématicienne américaine d'origine suédoise. Elle est connue pour ses travaux sur l'algèbre linéaire dans des espaces vectoriels de dimension infinie, étant ainsi un précurseur de l'analyse fonctionnelle.

## Biographie
Anna Johnson est née le 5 mai 1883 à Hawarden en Iowa de parents immigrés de Suède. Alors qu'elle est âgée de neuf ans, sa famille part à Akron, Iowa et elle est scolarisée dans une école privée. En 1903 elle est diplômée de l'Université du Dakota du Sud et poursuit ses études à l'Université de l'Iowa. Sa thèse, intitulée The extension of Galois theory to linear differential equations, lui permet d'obtenir son mastère en 1904. Elle entame un second cursus un an plus tard au Radcliffe College, où elle suit les cours de Maxime Bôcher et William Fogg Osgood,,.
En 1905 elle est lauréate d'une bourse Alice Freeman Palmer du Wellesley College lui permettant de passer une année à l'Université de Göttingen, où elle étudie sous la direction de David Hilbert, Felix Klein, Hermann Minkowski, et Karl Schwarzschild. En travaillant pour son doctorat, sa relation s'intensifie avec Alexander Pell, un ancien professeur de l'Université du Dakota du Sud. Il se rend à Göttingen et ils se marient en juillet 1907,. Ce voyage a constitué une menace significative pour la vie de Pell, vu qu'il est un ancien agent double russe dont le vrai nom est Sergey Degayev (en).
Après leur mariage, les époux Pell retournent à Vermillion dans le Dakota du Sud, où elle enseigne la théorie des fonctions et des équations différentielles. En 1908 elle revient à Göttingen travailler à sa thèse ; une controverse avec Hilbert, néanmoins, rend impossible sa soutenance. Elle part avec son mari à Chicago, où elle travaille avec Eliakim Hastings Moore et achève sa thèse, Biorthogonal Systems of Functions with Applications to the Theory of Integral Equations, lui permettant d'obtenir son doctorat en 1909,,.
Elle commence à chercher un poste d'enseignante, mais rencontre l'hostilité dans chaque département de mathématiques. Elle écrit à une relation : « J'avais espéré un poste dans une des bonnes universités, comme Wisc., Ill. etc., mais il y a une telle réticence envers les femmes qu'ils préfèrent un homme même s'il est moins bon à la fois dans l'enseignement et dans la recherche. ». En 1911 son mari souffre d'un accident vasculaire cérébral et, après l'avoir remplacé à ses classes à l'Armout Institute pour le reste du semestre, elle accepte un poste au Mount Holyoke College. Elle y enseigne durant sept années,.
En 1918 elle devient associate professor au Bryn Mawr College en Pennsylvanie. Bien qu'Alexander continue ses recherches, il n'a plus jamais enseigné, et décède en 1921. Trois ans plus tard elle prend la direction du département de mathématiques de Bryn Mawr, et devient professeure en 1925. La même année elle épouse un collègue, Arthur Wheeler, qui part peu après à Princeton. Elle le suit, faisant la navette avec Bryn Mawr,enseignant à temps partiel, et prenant une part active dans la société mathématique de Princeton. Après la mort de Wheeler en 1932, elle retourne à Bryn Mawr et enseigne à temps complet,.
Wheeler a été décisive dans la venue de la mathématicienne allemande Emmy Noether à Bryn Mawr en 1933, après son expulsion de l'Université de Göttingen par le gouvernement Nazi. Les deux femmes travaillent avec bonheur ensemble durant deux ans, jusqu'à la mort soudaine de Noether après une opération en 1935. Wheeler continue à enseigner à Bryn Mawr jusqu'à sa retraite en 1948. Elle décède en 1966 d'un AVC.
Parmi ses étudiantes en doctorat, on compte Dorothy Maharam et Marion Cameron Gray.

## Distinctions
En 1927 elle devient la première femme à présenter une conférence lors du colloque de l'American Mathematical Society, avec une conférence intitulée Theory of quadratic forms in infinitely many variables and applications. 
Durant 18 années,elle est co-éditrice des Annals of Mathematics. Elle est également docteure honoris cause du New Jersey College of Women et du Mount Holyoke College.